# Becerrillo
Becerrillo hay Bezerrillo (có nghĩa là "Little Bull Calf") là tên của một con chó tấn công Castilian trong thời gian Tây Ban Nha Conquistador.

## Đầu đời
Ngày và nơi sinh của Becirrillo vẫn chưa được biết mặc dù các nhà sử học suy đoán rằng Becerrillo có thể đã được giúp đỡ trong cũi của Diego Columbus hoặc của Juan Ponce de León. Một con chó mắt đen, cỡ trung bình với bộ lông màu đỏ,  được ghi lại rằng đã ở Puerto Rico vào năm 1511 với những vết sẹo chiến đấu vì tham gia các bộ môn thể thao. Các ghi chép lịch sử cho thấy nó có thể là một con chó giống Alano Español.
Con chó thuộc sở hữu của Ponce de León nhưng khi bận rộn với nhiệm vụ là thống đốc Puerto Rico, Becerrillo thường được giao nhiệm vụ chăm sóc thuyền trưởng Diego Guilarte de Salazar, một người đàn ông nổi tiếng với chiến thuật tàn nhẫn và chiến lược khôn ngoan. Ông ta sẽ sử dụng Becerrillo để tấn công người bản địa đã thách thức những kẻ chinh phạt, cố gắng khủng bố họ để chấp nhận sự cai trị của quân xâm lược Tây Ban Nha. Becerrillo đặc biệt nổi tiếng do số nạn nhân tuyệt đối mà nó đã hành hạ và giết chết. Trong khi Ponce de León ở trên đảo San Juan vào năm 1509, người ta thường sử dụng chó tấn công để khuất phục người bản địa Ấn Độ.

## Tử vong
Becerrillo mất năm 1514; ông đã theo đuổi một số quân đội qua một con sông nhưng bị thương bởi mũi tên của họ. Thông thường cơ thể nó được bảo vệ khỏi chấn thương bởi áo khoác độn nhưng không biết có được mặc vào ngày hôm đó không. Những người xử lý xác của nó đã bị thuyết phục rằng các đối thủ của họ coi Becerrillo là không thể tiêu diệt nên đã chôn nó trong một ngôi mộ không dấu với niềm tin người bản địa sẽ không biết về cái chết này. Becerrillo đã có con là con chó đực, Leoncillo (có nghĩa là "Sư tử nhỏ"), con vật có khí chất và kỹ năng hung dữ tương tự như cha của mình; Ponce de León đã tặng chú chó con cho Vasco Núñez de Balboa, người được Leoncillo tháp tùng trong các trận chiến trên eo đất Panama năm 1513.